# PTC (производитель программного обеспечения)
PTC, Inc (прежнее название Parametric Technology Corporation) — международная компания-разработчик программного обеспечения для двухмерного и трёхмерного проектирования (CAD\САПР), управления жизненным циклом изделий (PLM), управления обслуживанием (SLM) и управления жизненным циклом приложений (ALM). К основным линейкам продуктов компании относятся PTC Creo (CAD), PTC Windchill (PLM), PTC Mathcad (инженерные расчёты), PTC Integrity (ALM), PTC Servigistics (SLM) и PTC Arbortext (работа с технической документацией). Кроме этого компания располагает несколькими технологическими платформами для интеллектуальных сетевых устройств, операций и систем: ThingWorx и ThingWorx Converge (разработка и развёртывание IoT-приложений) и ColdLight (анализ больших данных).

## Продукты
PTC выпускает шесть основных линеек решений: PTC Creo, PTC Windchill, PTC Mathcad, PTC Integrity, PTC Servigistics и PTC Arbortext, а также предлагает своим заказчикам платформу разработки и развёртывания приложений для интеллектуальных сетевых изделий ThingWorx и ThingWorx Converge, которые также обеспечивают безопасное быстрое подключение устройств к облаку и управление ими.

### PTC Creo
Основные статьи: PTC Creo и PTC Creo Elements/View
PTC Creo — это масштабируемый, функционально совместимый пакет программного обеспечения для конструирования изделий. Он позволяет группам конструкторов создавать, анализировать, просматривать и максимально использовать проекты изделий при дальнейшем конструировании, используя 2- и 3-мерное моделирование CAD, параметрическое и прямое моделирование. Среда PTC Creo появилась на рынке в июне 2011 года в качестве замены таким продуктам PTC, как Pro/Engineer, CoCreate и ProductView.

### PTC Windchill
Основная статья: Windchill
Веб-система базы данных, обеспечивающая доступ ко всей информации об изделиях, включая модели CAD, документы, технические иллюстрации, встроенное ПО, расчёты и технические требования. PTC Windchill предоставляет возможности централизованно управлять моделями, созданными в PTC Creo и других приложениях CAD.

### PTC Mathcad
Основная статья: Mathcad
Программное обеспечение для инженерных расчётов, используемое инженерами для выполнения и документирования вычислений при проектировании изделий, а также для обмена информацией о вычислениях.

### PTC Integrity
Основная статья: Integrity
Приложение PTC Integrity обеспечивает управление глобальными процессами разработки ПО и объединяет системы и компоненты программного обеспечения, включая требования, модели, код и тестирование, для всестороннего отслеживания жизненного цикла.

### PTC Servigistics
Программное обеспечение для управления жизненным циклом обслуживания, используемое производителями для системного планирования, осуществления и анализа обслуживания с целью обеспечить непрерывное улучшение показателей и максимальное повышение ценности для клиентов. Посредством решений Service Lifecycle Management (SLM), которые могут быть внедрены совместно или параллельно, продукты PTC Servigistics обеспечивают возможность полностью использовать касающуюся обслуживания аналитику.

### PTC Arbortext
Основная статья: Arbortext
Комплексное решение PTC для динамической публикации материалов, которое оптимизирует процессы создания и публикации технических сведений, а также управление ими. Приложение позволяет определять, создавать, иллюстрировать и предоставлять динамическую информацию об изделиях по требованию в удобном формате и на языке пользователя, а также управлять этой информацией.

### ThingWorx
Платформа, которая представляет собой полноценную интеллектуальную среду для разработки сетевых приложений, и которую можно использовать в качестве среды выполнения. ThingWorx сокращает временные, финансовые затраты и снижает риски, связанные с разработкой инновационных приложений для интеллектуальных, взаимосвязанных изделий.

## Основатель компании
Корпорация Parametric Technology Corp. была основана профессором Ленинградского университета Самуилом Гейзбергом (Samuel Geisberg), эмигрировавшим в 1974 году в США и работавшим там в области разработки CAD/CAM-систем. Основывая PTC, Гейзберг задался целью разработать крупнейший в мире набор инструментальных программных средств нового поколения для автоматизации проектирования изделий машиностроения, которые должны были базироваться на методах ассоциативного параметрического моделирования с использованием базовых конструктивных элементов.

## История
1985 — Основание компании Самуилом Гейзбергом.
1988 — PTC выпустила систему Pro/ENGINEER, став первым производителем систем для проектирования на основе параметрического моделирования. Это позволило PTC занимать лидирующие позиции в области CAD-систем до середины 90-х годов, когда на рынке появилось новое поколение конкурентов с решениями бюджетного класса. Генеральным директором становится Стив Уолске (Steve Walske).
1989 — Первичное размещение акций. (NASDAQ: PMTC).
1992 — Caterpillar становится крупнейшим клиентом PTC.
1995 — PTC включена в список Fortune 500
1998 — Компания выпускает Windchill — первое на рынке интернет-решение для управления жизненным циклом изделий (PLM). Приобретение компании Computervision.
1999 — Доход компании составил свыше 1 млрд долларов США.
2002 — Компания выпустила Pro/ENGINEER Wildfire — первую CAD-систему, полностью поддерживающую веб-сервисы.
2005 — Приобретение компании Arbortext, разработавшей технологию динамической публикации технических материалов. Её разработки легли в основу совместного одноимённого продукта Arbortext. Приобретение компании Polyplan, разработчика технологии управления производственными процессами (MPM). Приобретение компании Aptavis и включение в линейку продуктов PTC решения для отрасли производства предметов одежды и обуви.
2006 — Приобретение компании Mathsoft, производителя популярного решения для инженерных расчётов Mathcad, являющееся отраслевым стандартом.
2007 — Приобретение CoCreate с технологией прямого моделирования (direct modeling).
2008 — Приобретение Synapsis с технологией отслеживания и повышения природоохранных показателей изделий.
2009 — Приобретение Relex Software с целью получения инженерного ПО для расчёта надёжности.
2010 — С 1 октября 2010 года генеральным директором компании стал Джеймс Э. Хеппельманн.
Линейка продуктов Pro/ENGINEER переименована в PTC Creo. Эта среда ПО для проектирования изделий характеризуется масштабируемостью, открытостью и лёгкостью в использовании.
2011 — Приобретение компании 4CS с системой объединения процессов предоставления гарантии, обслуживания, поддержки и обеспечения запасными частями. Приобретение MKS Inc. с технологией управления жизненным циклом приложений, управляющей всеми процессами разработки ПО.
2012 — Приобретение Servigistics с пакетом ПО для управления жизненным циклом обслуживания.
2013 — Приобретение NetIDEAS с целью расширения возможностей по развёртыванию технологий. Приобретение Enigma с технологией предоставления технического контента для сред послепродажного обслуживания. Приобретение разработчика платформы интернета вещей (IoT), компании ThingWorx, с целью получения её программных приложений, обеспечивающих разработку, подключение и отслеживание продуктов, способных взаимодействовать через сеть.
2014 — Приобретение компании Axeda, разработчика технологий для интернета вещей, которые обеспечивают безопасное подключение, удалённый мониторинг и управление широким спектром машин, сенсоров и устройств. Бренд Axeda стал частью бизнес-подразделения PTC ThingWorx.
В июне 2014 г. PTC и ThingWorx объявили о вступлении в Консорциум промышленного интернета (Industrial Internet Consortium, IIC) — группы с открытым участием, основанной для усовершенствования интеграции физической и цифровой среды с целью ускорить внедрение технологий интернета вещей.
В июле 2014 г. завершено приобретение компании Atego, разработчика систем модельно-ориентированного проектирования и приложений для разработки программного обеспечения.
2015 — Приобретение платформы Neuron для автоматизированной прогнозной аналитики, разработки компании ColdLight — одного из ведущих игроков в области машинного обучения с использованием больших данных и предикативной (прогнозной) аналитики.

## Приобретённые компании и технологии
- CAD/CAM продукты CDRS и 3D Paint, приобретены у компании Evans & Sutherland в 1995 году за 33,5 млн долларов США.[25]
- Rasna Corp., разработчик ПО для моделирования и оптимизации проектирования MECHANICA, в мае 1995 года за 180 млн долларов США.[26]
- Computervision, разработчик MEDUSA и MPDS Plant Design System, в 1998 году за 560 млн долларов США.[3]
- InPart с её системой доступа на базе Internet к интерактивной библиотеке двух- и трёхмерных CAD-компонентов и связанных с ними технических данных, в 1998 году за 2,4 млн долларов США.[3]
- DIVISION Group — лидер в разработке высокоэффективных и мощных систем визуализации, моделирования и виртуальной реальности, в 1999 году за 38,8 млн долларов США.[3]
- Auxilium (1999 год, 101,7 млн долларов США), владелец веб-ориентированных продуктов по консолидации корпоративных данных, получаемых из разнородных систем электронной обработки информации.[3]
- Polyplan Technologies в 2005 году с целью приобретения технологии управления производственными процессами.[3]
- Arbortext, разработчик ПО Arbortext, в 2005 году за 190 млн долларов США.[8]
- Aptavis Technology Corp, разработчик технологии на основе Windchill, обладающий опытом работы с представителями розничной торговли, сферы производства обуви и одежды, в июне 2005 года.[3]
- Mathsoft, разработчик ПО Mathcad, в апреле 2006 года за 63 млн долларов США.[10]
- ITEDO Software, в октябре 2006 года за 17 млн долларов США. Компания ITEDO разработала ПО для подготовки технических иллюстраций и располагала 34 сотрудниками (в основном в Германии и США).[27]
- NC Graphics, в мае 2007 года (сумма не оглашалась).[28]
- NetRegulus, разработчик ПО для корпоративных исследований и управления качеством в сфере производства медицинских устройств, в ноябре 2007 года.[29]
- CoCreate, в декабре 2007 года за 250 млн долларов США.[11]
- Synapsis Technology, в декабре 2008 года (сумма не оглашалась).[12]
- Relex Software, в июне 2009 года за 25 млн долларов США.[13]
- Planet Metrics, в январе 2010 года (сумма не оглашалась).[30]
- MKS, производитель MKS Integrity, в мае 2011 года.[16]
- 4CS Software Solution, разработчик ПО для управления гарантийным обслуживанием и жизненным циклом обслуживания (сумма не оглашалась).[16]
- Servigistics, в августе 2012 года.[18]
- Enigma, в июле 2013 года.[20]
- NetIDEAS, в сентябре 2013 года.[19]
- ThingWorx, разработчик одноимённой платформы для создания и быстрого запуска сетевых приложений, в январе 2014 года.[21]
- Axeda, разработчик IoT-решений по безопасному подключению машин и датчиков к облаку, за 170 млн долларов в июле 2014 года.[22]
- Atego, разработчик систем модельно-ориентированного проектирования для проведения инжиниринга требований, архитектурного моделирования, определения физических свойств изделия и проверки системных функций, приблизительно за 50 млн долларов США в июле 2014 года.[24]
- ColdLight, ведущий игрок в области машинного обучения с использованием Больших Данных и предикативной (прогнозной) аналитики, сделка завершена в мае 2015 года, сумма сделки — 105 млн долларов. Флагманское решение ColdLight — платформа для автоматизированной прогнозной аналитики Neuron.

## Собственники и руководство
Джеймс Э. Хеппельманн является президентом, а также генеральным директором PTC, заменив на данном посту Ричарда Харрисона с 1 октября 2010 года.

## Отрасли
- авиационная и космическая промышленность,
- автомобильная промышленность,
- вагоностроение,
- двигателестроение,
- судостроение,
- машиностроение,
- производство высокотехнологичных изделий,
- производство промышленного оборудования,
- производство электроники,
- сервисные и обслуживающие организации (ТоиР).

## Российское представительство
PTC присутствует в России с 1998 года. Генеральным директором ООО «ПиТиСи Интернэшнл» c декабря 2013 года является Андрей Шолохов.

## Показатели
Выручка компании в 2013 фискальном году (закончился 30 сентября 2013) составила 1,3 млрд долларов США (1,2 млрд в 2012 фиск. году), операционная прибыль — 127 млн долларов США, чистая прибыль — 56 млн долларов США.